# キルマーノック男爵
キルマーノック男爵（英: Baron Kilmarnock）は、イギリスの男爵、貴族。連合王国貴族爵位。1941年まではエロル伯爵の従属爵位だった。
キルマーノック男爵家は現在、ボイド氏族の氏族長を務めている。

## 歴史
第18代エロル伯爵ウィリアム・ヘイ(1801-1846)は枢密顧問官や王室家政長官を歴任したホイッグ党の政治家で、1831年6月17日に連合王国貴族としてカウンティ・オヴ・エアにおけるキルマーノックのキルマーノック男爵（Baron Kilmarnock, of Kilmarnock in the County of Ayr）に叙された。
爵位名はキルマーノック伯爵家に因む。同爵位は初代男爵の曽祖父にあたる第4代キルマーノック伯爵ウィリアム・ボイドの代に剥奪されていたため、再興の意味合いがあった。また爵位はエロル伯爵の従属爵位となった。
彼の玄孫にあたる第22代エロル伯爵ジョスリン・ヘイ(1901-1941)が男子のいないまま殺人事件に巻き込まれたため、弟のギルバートに爵位は相続されてエロル伯爵と分離した。
6代男爵ギルバート(1903–1975)は「ヘイ」姓から「ボイド」姓に改姓している。
その息子である7代男爵アラステア(1927-2009)は社会民主党の政治家で、貴族院与党院内幹事長を務めた。
2019年現在、その弟ロビンがキルマーノック男爵家当主である。  

## キルマーノック男爵（1831年）
- 初代キルマーノック男爵・第18代エロル伯爵ウィリアム・ジョージ・ヘイ （1801-1846）
- 第2代キルマーノック男爵・第19代エロル伯爵ウィリアム・ハリー・ヘイ （1823–1891）
- 第3代キルマーノック男爵・第20代エロル伯爵チャールズ・ゴア・ヘイ（英語版） （1852–1927）
- 第4代キルマーノック男爵・第21代エロル伯爵ヴィクター・アレクサンダー・シアルド・ヘイ（英語版） （1876-1928）
- 第5代キルマーノック男爵・第22代エロル伯爵ジョスリン・ヴィクター・ヘイ （1901–1941）
- 第6代キルマーノック男爵ギルバート・アラン・ローランド・ボイド （1903–1975）、第22代エロル伯爵の弟
- 第7代キルマーノック男爵アラステア・アイヴァー・ギルバート・ボイド（英語版） （1927–2009)
- 第8代キルマーノック男爵ロビン・ジョーダン・ボイド （1941-）

法定推定相続人は、現当主の息子であるサイモン・ジョン・ボイド閣下（1978-）。